# George Costanza
George Louis Costanza est un personnage récurrent de la série télévisée américaine Seinfeld (1989-1998), interprété par Jason Alexander.
Il est souvent décrit comme étant « un homme petit, trapu, lent d'esprit et chauve » (par Elaine Benes et Costanza lui-même), « le roi des idiots » (par Costanza lui-même), et comme « le meilleur personnage de sitcom de tous les temps » (par Ricky Gervais entre autres).
Il est ami avec Jerry Seinfeld, Cosmo Kramer et Elaine Benes. Georges apparait dans tous les épisodes sauf Le stylo (saison 3). Le personnage est basé à l'origine sur le cofondateur de la série Larry David, mais il porte le nom de l'ami new-yorkais de Jerry Seinfeld dans la vraie vie, Mike Costanza.

## Source
- (en) Cet article est partiellement ou en totalité issu de l’article de Wikipédia en anglais intitulé « George Costanza » (voir la liste des auteurs).